# Escudo de Pamplona
O escudo da Pamplona é um dos símbolos dessa cidade, a capital da Comunidade Foral de Navarra.

## Descrição oficial
O escudo é composto pelas seguintes peças e esmaltes: em campo azure, um leão passant de prata (argent), lampasado, armado de gules tendo por encimado, ao centro, por uma coroa real de or (ouro); como bordura leva as armas de Navarra, cadeias de or sobre gules. A este conjunto junta-se um ornamento exterior ou timbre definido no Livro de Ouro da Cidade como coroa ducal.

## Versões
Normalmente representa-se como um escudo clássico (francês antigo) e um timbre composto por uma coroa formada por quatro florões maiores (três deles à vista) em forma de flor de lis ou de flor com três pétalas e outros quatro menores (dois deles à vista), com forma de trevo, que pode substituir-se por uma pérola.
O Ayuntamiento de Pamplona utiliza um logotipo desenhado com base no escudo, mas com linhas mais estilizadas. Esta versão é também usada pelo município em formulários, papel timbrado e mobiliário urbano.
| Versões do escudo                                                                   | Versões do escudo                                              | Versões do escudo                                                                             |
| ----------------------------------------------------------------------------------- | -------------------------------------------------------------- | --------------------------------------------------------------------------------------------- |
|                                                                                     |                                                                |                                                                                               |
| Versão oficial, usada até 1995 e ainda presente na maioria das bandeiras da cidade. | Versão usada atualmente pelo município nos actos protocolares. | Versão estilizada usada pelo ayuntamiento em formulários, papel timbrado e mobiliário urbano. |

## História
O rei de Navarra Carlos III, o Nobre, ao outorgar em 8 de setembro de 1423 o Privilégio da União, a carta foral de Pamplona, que converteu os antigos burgos medievais autónomos num só município, dispôs no capítulo 15º quais haviam de ser as armas a usar pela cidade:
| “ | Todo el dicto pueblo de nuestra dicta Muy Noble Ciutat de Pomplona, unido como dicto es, aya a auer un sieillo grant et otro menor para contra sieillo. Et un pendon de unas mesmas armas, de las quolles el campo sera de azur; et en medio aura un leon pasant, que sera dargent; et aura la lengoa et huynnas de gulean. Et alrededor del dicto pendon aura un renc de nuestras armas de Nauarra, de que el campo sera de gulean et la cadena que yra alrededor, de oro. Et sobre el dicto león, en la endrecha de su exquina, aura en el dicto campo del dicto pendon una corona real de oro, en senyal que los reyes de Navarra suelen et deuen ser coronados en la eglesia Cathedral de Santa Maria de nuestra dicta Muy Noble Ciudad de Pomplona. | ” |

## Curiosidades
A cidade homónima situada no departamento de Norte de Santander, na Colômbia tem o mesmo escudo.